# آرنولد جونکه
آرنولد جونکه (انگلیسی: Arnold Jonke؛ زادهٔ ۲۵ دسامبر ۱۹۶۲) قایقران روئینگ اهل اتریش است.